# Gyalidea goughensis
Gyalidea goughensis är en lavart som beskrevs av Øvstedal. Gyalidea goughensis ingår i släktet Gyalidea och familjen Gomphillaceae.   Inga underarter finns listade i Catalogue of Life.